# Бильцевичі
Бильцевичі (біл. вёска Більцэвічы) — село в складі Вілейського району Мінської області, Білорусь. Село підпорядковане Любанській сільській раді, розташоване в північній частині області.